# Vandalismo
Il vandalismo è un'azione di interdizione, danneggiamento o distruzione di beni materiali o immateriali senza alcun motivo logico apparente, per cui sembra che il vandalo non ne apprezzi il valore. Tali azioni in realtà vengono compiute su beni che il vandalo riconosce (consciamente o inconsciamente) come "superiori" per bellezza o valore a tal punto da farlo sentire in una condizione di inferiorità confrontandosi con essi o con chi li ha prodotti, per cui distruggendoli spera di annullare o diminuire (almeno momentaneamente) tale complesso di inferiorità. Non è tuttavia lecito assumere un atteggiamento di eccessiva sicurezza nel distinguere ciò che è vandalismo da ciò che non lo è, perché, talvolta, l'oggetto del presunto vandalismo può essere il luogo stesso dell'affermazione di un'idea critica anche tramite atteggiamenti sarcastici, o altrimenti estremi.

## Origine del termine
Il termine venne utilizzato per la prima volta dall'abate Henry Grégoire, vescovo costituzionale di Blois, nel 1794 durante la Rivoluzione francese. L'abate, pur repubblicano e progressista, lo utilizzò in senso dispregiativo nei suoi rapporti alla Convenzione per denunciare l'operato dell'esercito repubblicano a danno di chiese, monumenti e opere d'arte, paragonando agli effetti che ebbero le terribili invasioni del popolo dei Vandali, nel V secolo d.C.
Il termine è dunque moderno, né ha una coloritura razzista bensì culturale, dacché sta generalmente per comportamento barbarico, e da allora si è diffuso in tutte le lingue occidentali. L'accezione originaria si riferiva dunque all'azione distruttiva nei confronti di opere d'arte o beni culturali. Per traslato ora viene genericamente riferito agli atti rivolti contro beni di qualsiasi natura.
Storicamente, il vandalismo è stato giustificato dal pittore Gustave Courbet come distruzione di monumenti che simboleggiano "guerra e conquista". Pertanto, è spesso citato come espressione di disprezzo, creatività o entrambi. Il tentativo di Courbet, durante la Comune di Parigi del 1871, di smantellare la colonna Vendôme, simbolo del passato impero autoritario di Napoleone III, fu uno degli eventi vandalici più celebrati. Lo stesso Nietzsche medita dopo la Comune sulla "lotta contro la cultura", prendendo ad esempio l'incendio intenzionale del palazzo delle Tuileries il 23 maggio 1871. "La lotta criminale contro la cultura è solo il rovescio di una cultura criminale" scriveva Klossowski dopo aver citato Nietzsche.
In una proposta alla Conferenza internazionale per l'unificazione del diritto penale tenutasi a Madrid nel 1933, Raphael Lemkin prevedeva la creazione di due nuovi crimini internazionali (delicta juris gentium): il crimine di barbarie, consistente nello sterminio collettivo, e il reato di vandalismo, consistente nella distruzione delle opere culturali e artistiche di questi gruppi. La proposta non è stata accolta.

## Descrizione

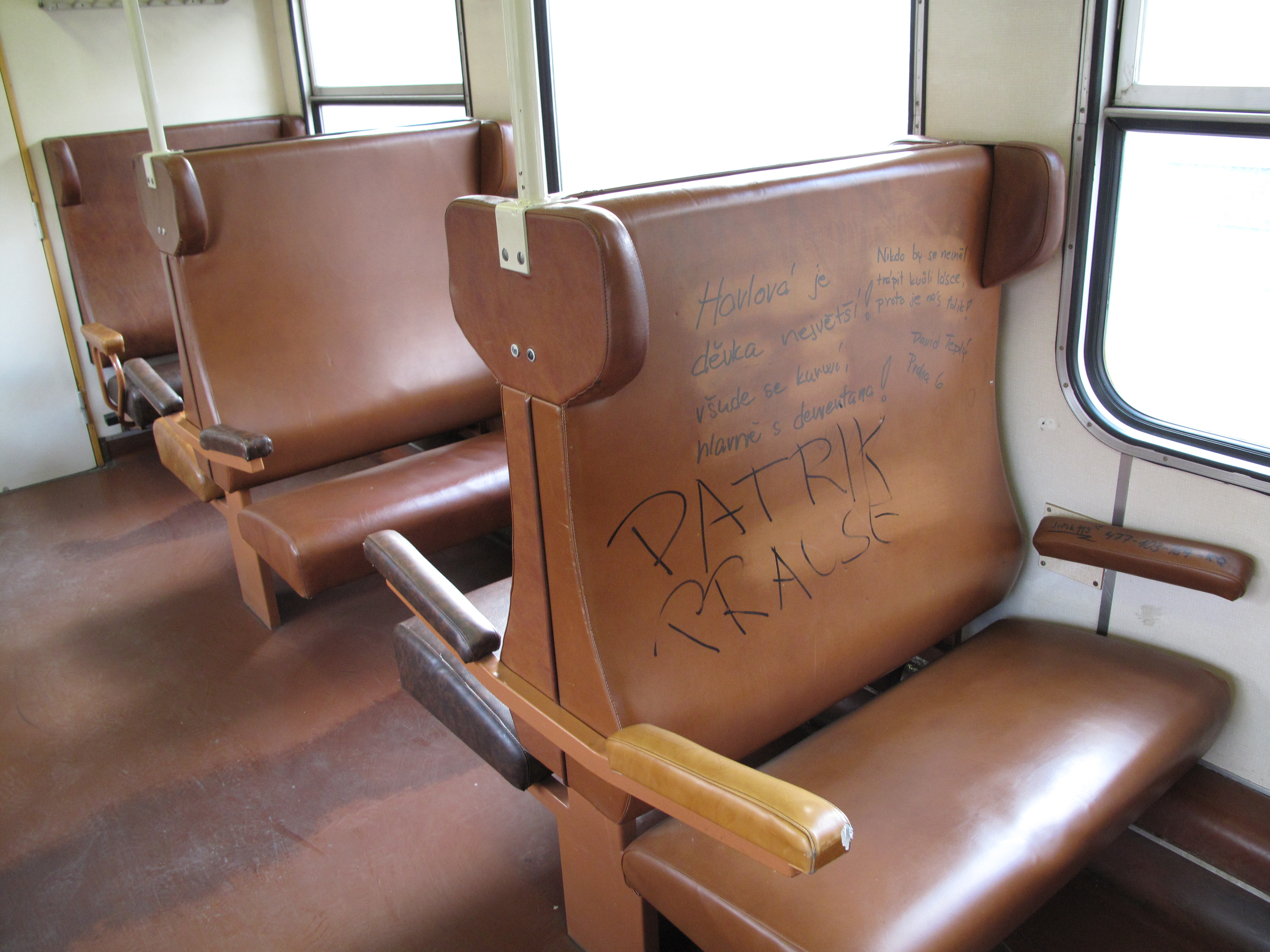
Sedile vandalizzato all'interno di un treno

I privati cittadini commettono atti vandalici quando intenzionalmente danneggiano o deturpano la proprietà altrui o i beni comuni. Alcuni atti di vandalismo possono essere qualificati come Culture jamming: alcuni ritengono che siano di natura artistica anche se eseguiti illegalmente o senza il permesso del proprietario del bene deturpato. Gli esempi includono almeno alcuni graffiti art, cartelloni pubblicitari di "liberazione" e possibilmente cerchi nel grano. Il vandalismo criminale assume molte forme. I graffiti sulla proprietà pubblica sono comuni in molti centri urbani come parte della cultura delle gang, dove possono essere usati come indicatori territoriali.
Forme più gravi di vandalismo che possono aver luogo durante i disordini pubblici, possono comportare la distruzione volontaria di proprietà pubbliche e private. Il vandalismo di per sé è talvolta considerato uno dei crimini comuni meno gravi, ma può diventare piuttosto grave se commesso in modo estensivo, violento o come espressione di odio e intimidazione. In risposta, i governi locali hanno adottato varie misure legali per prevenire il vandalismo, ma la ricerca ha dimostrato che le strategie convenzionali impiegate dal governo in risposta almeno ai graffiti non approvati non sono le più efficaci.

### Esempi
Esempi di atti vandalici includono salare prati, tagliare alberi senza permesso, lanciare uova, rompere finestre, appiccare incendi dolosi, spruzzare vernice su proprietà altrui, etichettare, mettere colla nelle serrature, tagliare pneumatici, imbrattare, saccheggiare una proprietà, allagare una casa intasando un lavandino e lasciando scorrere l'acqua, strappare le piante dalle radici senza permesso.

### Politica
Alle elezioni, i sostenitori dei candidati avversari possono impegnarsi in "vandalismo politico", l'atto di deturpare i manifesti politici, gli adesivi per paraurti, i cartelloni pubblicitari e altro materiale di marketing di strada degli avversari. Sebbene la natura di questo materiale sia temporanea, il suo effetto può essere duraturo in quanto può riflettersi sia negativamente che positivamente sul candidato il cui materiale è oggetto di atti vandalici, nonché sul presunto candidato i cui sostenitori sono coinvolti nel vandalismo.
Inoltre, gli attivisti possono utilizzare la tattica della distruzione della proprietà come mezzo di protesta, ad esempio rompendo le vetrine di banche, negozi e istituzioni governative e dando fuoco alle auto. Ciò avviene spesso durante le rivolte, ma può anche accadere come evento autonomo, ad esempio da parte di attivisti per i diritti degli animali che distruggono proprietà di agricoltori, cacciatori, aziende biotecnologiche e strutture di ricerca e liberano animali (a volte indicato come eco-terrorismo dagli avversari). Il vandalismo è anche una tattica comune dei black bloc.

### Motivi
Azioni di questo tipo possono essere attribuite a rabbia o invidia, o a comportamenti spontanei e opportunistici, possibilmente per accettazione da parte dei pari o spavalderia nelle culture delle gang, o scontento nei confronti della persona o della società bersaglio (vittima). Un altro motivo comune è cercare attenzione e per guadagno personale. Si possono anche filmare atti vandalici opportunistici di questo tipo e pubblicarli online per un narcisismo personale. La prevalenza su larga scala dei graffiti di gruppo in alcuni centri urbani lo ha quasi reso accettabile alle società che vi hanno sede, tanto che potrebbe passare inosservato, o non essere rimosso, anche perché potrebbe essere un'impresa infruttuosa, in quanto i writers potrebbero imbrattare lo stesso punto appena pulito. L'avidità può motivare il vandalismo così come alcune ideologie politiche, desiderano attirare l'attenzione su problemi, frustrazioni e persino giocosità. I giovani, i vandali più comuni, sperimentano spesso uno status basso e la noia. Il vandalismo consente alle persone impotenti di attaccare coloro che stanno sopra di loro, prendere il controllo e spaventare gli altri. Il vandalismo impunito può fornire sollievo che rafforza il comportamento vandalo. Il vandalismo da parte di una persona può portare all'imitazione da parte di altri.
La ricerca criminologica sul vandalismo ha scoperto che serve a molti scopi per coloro che vi si impegnano e deriva da una varietà di motivi. Il sociologo Stanley Cohen descrive sette diversi tipi di vandalismo:
1. Vandalismo acquisitivo (saccheggio e piccoli furti)[25].
2. Pressione dei coetanei – Gli adolescenti trascorrono più tempo lontano da casa con i coetanei e se agiscono in modo costruttivo o distruttivo può dipendere dai contatti che stabiliscono. La disobbedienza all'autorità può apparire loro attraente[26].
3. Vandalismo tattico (per perseguire scopi diversi dall'acquisizione di denaro o proprietà, come rompere una finestra per essere arrestati e trovare un letto per la notte in una cella di polizia)[27].
4. Vandalismo ideologico (effettuato per promuovere una causa ideologica esplicita o per trasmettere un messaggio)[28].
5. Vandalismo vendicativo (per vendetta)[29].
6. Vandalismo giocoso (danni derivanti dai giochi dei bambini).
7. Vandalismo dannoso (danno causato da un violento sfogo di frustrazione e rabbia diffusa che spesso si verifica in contesti pubblici)[30]. La tipologia originale di Cohen è stata migliorata da Mike Sutton[31] la cui ricerca lo ha portato ad aggiungere un settimo sottotipo di vandalismo: quello motivato dallo status di pari[32].

### Reazione delle autorità
Data la sua inciviltà, la punizione per atti vandalici può essere particolarmente severa in alcuni paesi. A Singapore, ad esempio, una persona che tenta di commettere un atto vandalico o che commette un atto vandalico può essere punita con la reclusione fino a 3 anni e può anche essere punita con la fustigazione. Il vandalismo nel Regno Unito è interpretato come un crimine ambientale e può essere punito con un ASBO (Anti-Social Behavior Order).
Negli anni '90, l'ex sindaco di New York City Rudolph Giuliani ha represso i "crimini sulla qualità della vita", compresi i graffiti. Il commissario di New York Parks Henry J. Stern ha descritto i graffiti come "una metafora del degrado urbano forse meglio mostrata in 'A Clockwork Orange'" aggiungendo che "New York City non sarà così".

### Cybervandalismo
Il cybervandalismo è il vandalismo su Internet. Ad esempio, il vandalismo su Wikipedia implica l'aggiunta di contenuti discutibili, la rimozione di contenuti o la modifica dei contenuti per renderli discutibili, generalmente con l'obiettivo di danneggiare la reputazione di Wikipedia stessa. Sono state registrate forme di vandalismo online, la più comune delle quali è la deturpazione del sito web. Il vandalismo sulle mappe web è stato chiamato "vandalismo cartografico".
Si potrebbe dire che il cybervandalismo sia una forma di creatività e abilità artistica. Un esempio di ciò è stato quando il festival della pittura di Cheltenham è stato cancellato a causa del COVID-19 e gli artisti hanno continuato a celebrare virtualmente la loro arte.

## Deturpazione

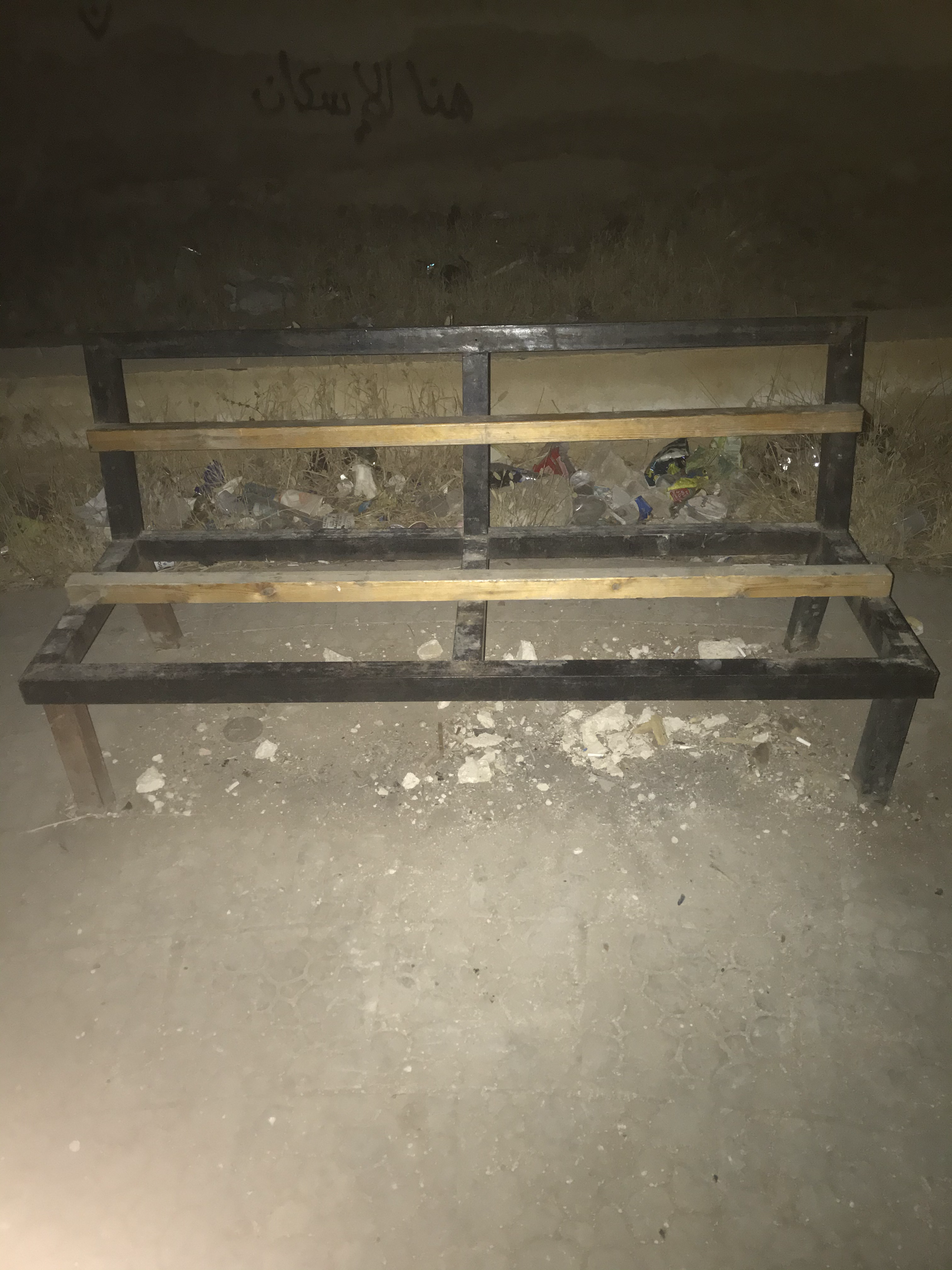
Panchina del parco danneggiata da atti vandalici a Zarqa

La deturpazione è un tipo di vandalismo che comporta il danneggiamento dell'aspetto o della superficie di qualcosa. L'oggetto del danno può essere un'architettura, libri, dipinti, sculture o altre forme d'arte.
Esempi di deturpazione includono:
- Contrassegnare o rimuovere la parte di un oggetto (soprattutto immagini, siano esse sulla pagina, nell'arte illustrativa o come scultura) progettata per attirare l'attenzione degli spettatori
- Segnare la copertina di un libro con una lama
- Spruzzare vernice su un dipinto in una galleria
- Rompere il naso di un busto scolpito
- Danneggiare o scalpellare stemmi scolpiti
- Alterare il contenuto di siti Web e repository modificabili pubblicamente per includere riferimenti privi di senso.

L'iconoclastia ha portato alla deturpazione di molte opere d'arte religiose.

## Come arte
Sebbene il vandalismo di per sé sia illegale, spesso è anche parte integrante della moderna cultura popolare. Il tentativo del pittore francese Gustave Courbet di smontare la colonna Vendôme durante la Comune di Parigi del 1871 fu probabilmente uno dei primi atti di vandalismo artistico, celebrato almeno dai tempi delle esibizioni dadaiste durante la prima guerra mondiale. La colonna Vendôme era infatti considerata un simbolo del Secondo Impero di Napoleone III.
Dopo l'incendio del palazzo delle Tuileries il 23 maggio 1871, lo stesso filosofo Friedrich Nietzsche meditava sulla "lotta contro la cultura", chiedendosi cosa potrebbe giustificare la cultura se dovesse essere distrutta in modo così "insensato". Gli argomenti sono: la cultura è giustificata dalle opere d'arte e dalle conquiste scientifiche; lo sfruttamento è necessario a quelle conquiste, portando alla creazione di persone sfruttate che poi combattono contro la cultura. In questo caso, la cultura non può essere legittimata dalle conquiste artistiche, e Nietzsche scrive: "Io {anche} so cosa significa: lottare contro la cultura". Dopo averlo citato, Klossowski scrive: "La lotta criminale contro la cultura è solo il rovescio di una cultura criminale".
In quanto distruzione di monumento, il vandalismo non può avere senso che in una cultura rispettosa della storia, dell'archeologia: Nietzsche parlava di storia monumentale. Come distruzione della storia monumentale, al vandalismo è stata assicurata una lunga vita (come ha dimostrato Herostratus): la performance art potrebbe fare una tale affermazione, così come il terrorismo poetico di Hakim Bey o Destroy 2000 Years of Culture di Atari Teenage Riot. La dichiarazione di Gustave Courbet affermava:
Pertanto, il pittore Courbet giustificò lo smantellamento della colonna Vendôme su basi politiche, sminuendone il valore artistico. Il vandalismo pone il problema del valore dell'arte rispetto alle difficoltà della vita: Courbet pensava che i valori politici trasmessi da quest'opera d'arte ne neutralizzassero il valore artistico. Il suo progetto non è stato seguito; tuttavia, il 12 aprile 1871 il Comune votò per smantellare il simbolo imperiale e la colonna fu demolita l'8 maggio. Dopo l'assalto alla Comune di Parigi da parte di Adolphe Thiers, Gustave Courbet fu condannato a pagare parte delle spese.
Nel 1974 Norman Mailer ha glorificato l'arte del vandalismo nel suo saggio "The Faith of Graffiti", che ha paragonato l'etichettatura a New York City al lavoro di Giotto e Rauschenberg. Le autorità di New York hanno risposto rivestendo le pareti della metropolitana con vernice al teflon, imprigionando i tagger e richiedendo ai negozi di ferramenta di tenere la vernice spray sotto chiave.

### Graphic design
La deturpazione è anche una delle tecniche utilizzate da molti grafici e designer, applicando la propria scrittura a mano su un grafico stesso. A volte l'uso di questa tecnica potrebbe essere scambiato per vandalismo rispetto all'opera originale, come esemplificato dal lavoro di Stefan Sagmeister, inclusa la sua copertina del CD di Lou Reed. Un uso unico della tecnica del defacement è la copertina del CD per Atelier de Production et de Création di Jean Touitou, in cui la designer ha scritto il titolo, il numero del volume e la data con la propria mano scrivendo sul CD vergine prestampato. Il vandalismo creativo di questo tipo non si limita alla scrittura e allo schizzo. Ad esempio l'album svedese dei KPIST Golden coat per MNW Records utilizza spray dorato, che può essere considerato un atto vandalico, ma il cliente può anche apprezzare l'unicità di ogni copertina che è stata spruzzata d'oro in modi diversi.

## Tipi di vandalismo
Il vandalismo può assumere molti aspetti, tra questi:
- vandalismo informatico, tra cui defacement e DDOS. Anche in Wikipedia il termine viene utilizzato per indicare modifiche improprie dette vandalismi;
- vandalismo delle opere d'arte;
- vandalismo sulla natura, tra cui la piromania;
- vandalismo sociale, tra cui il teppismo e il bullismo.

## Galleria d'immagini

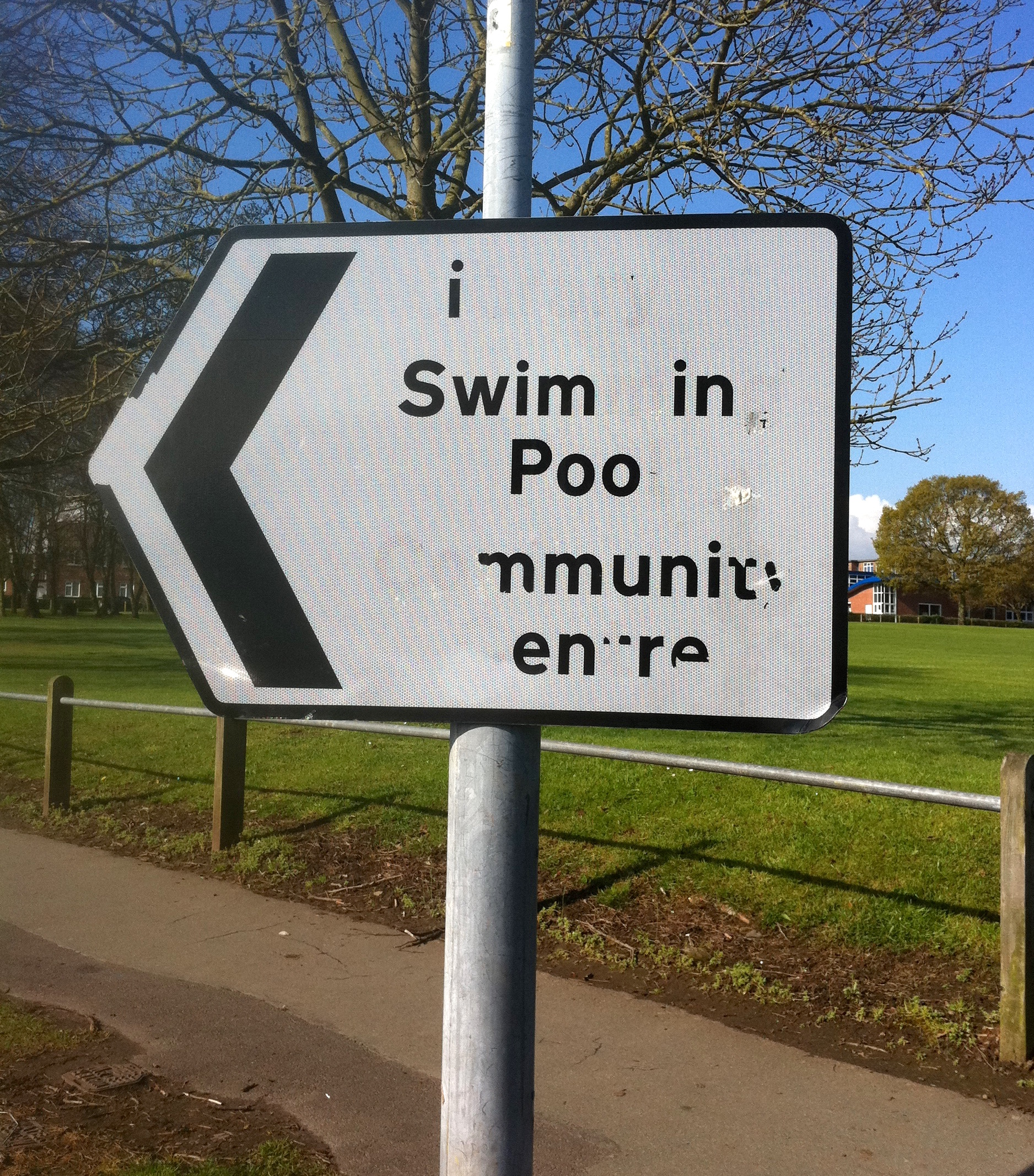
Vandalismo su di una segnaletica stradale nel Regno Unito, che recita: “i Swim in Poo”
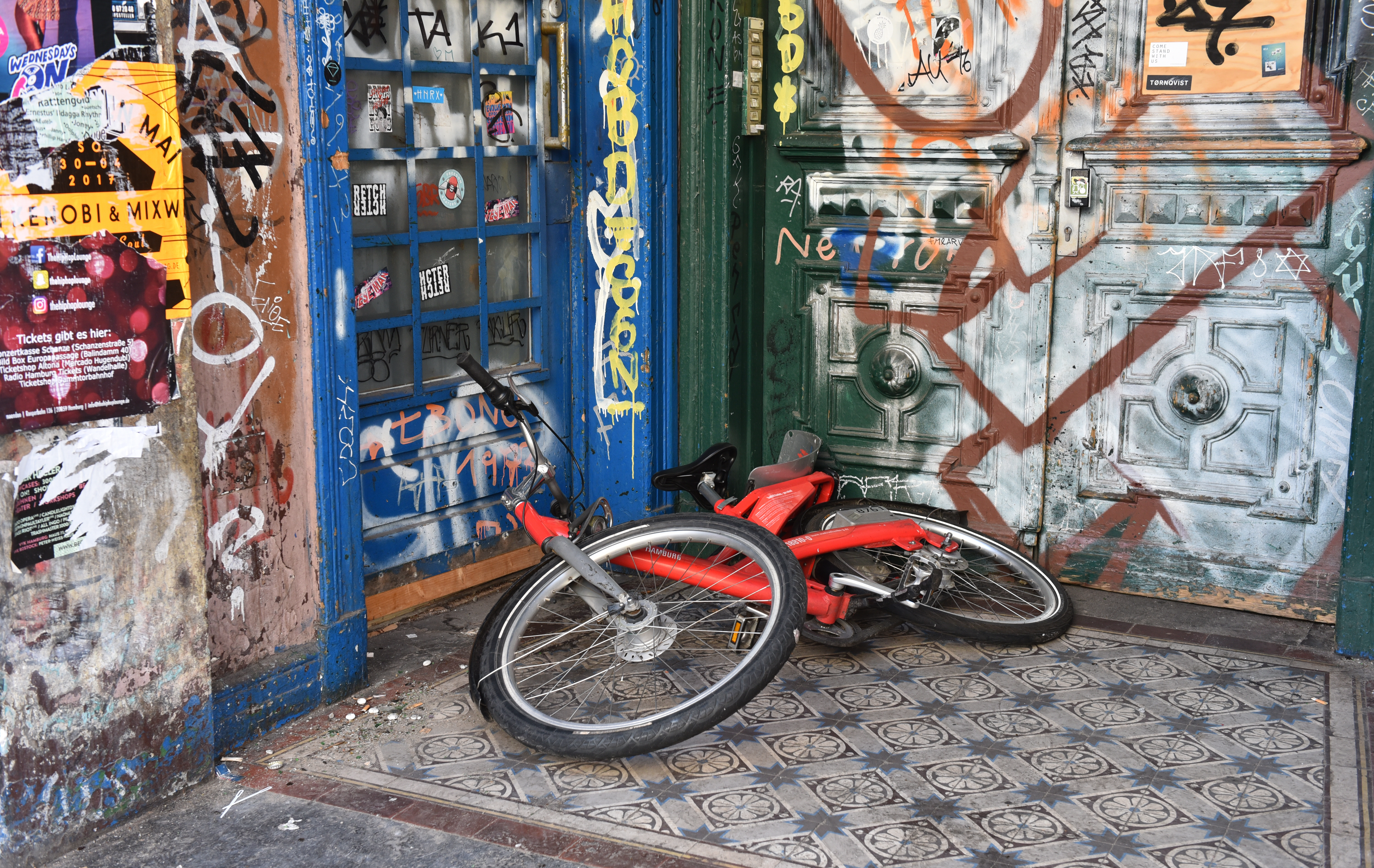
Atti vandalici nella città di Amburgo in Germania
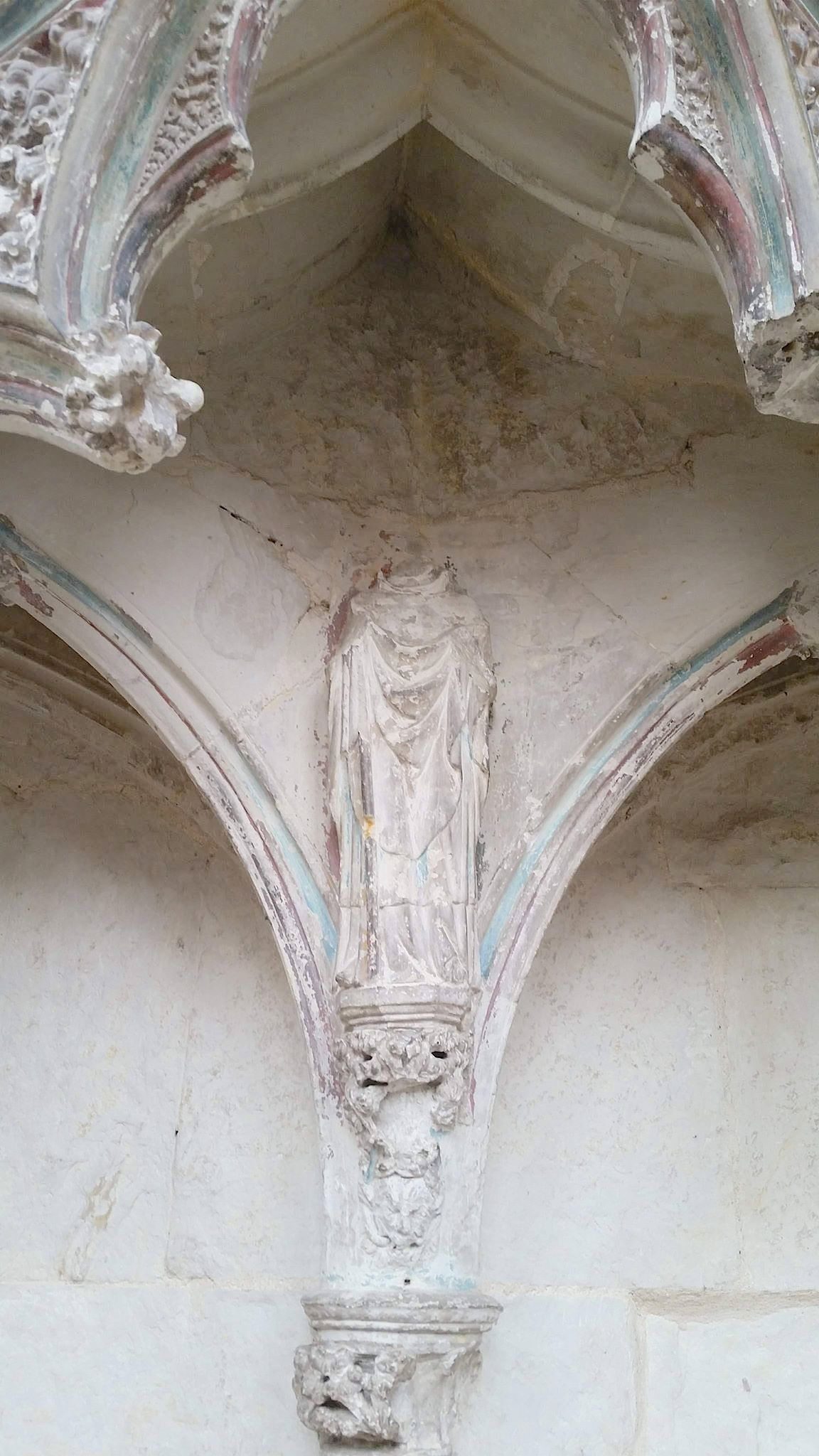
Statua senza testa nella cattedrale di Ely, vandalizzata per motivi ideologici durante lo scisma anglicano
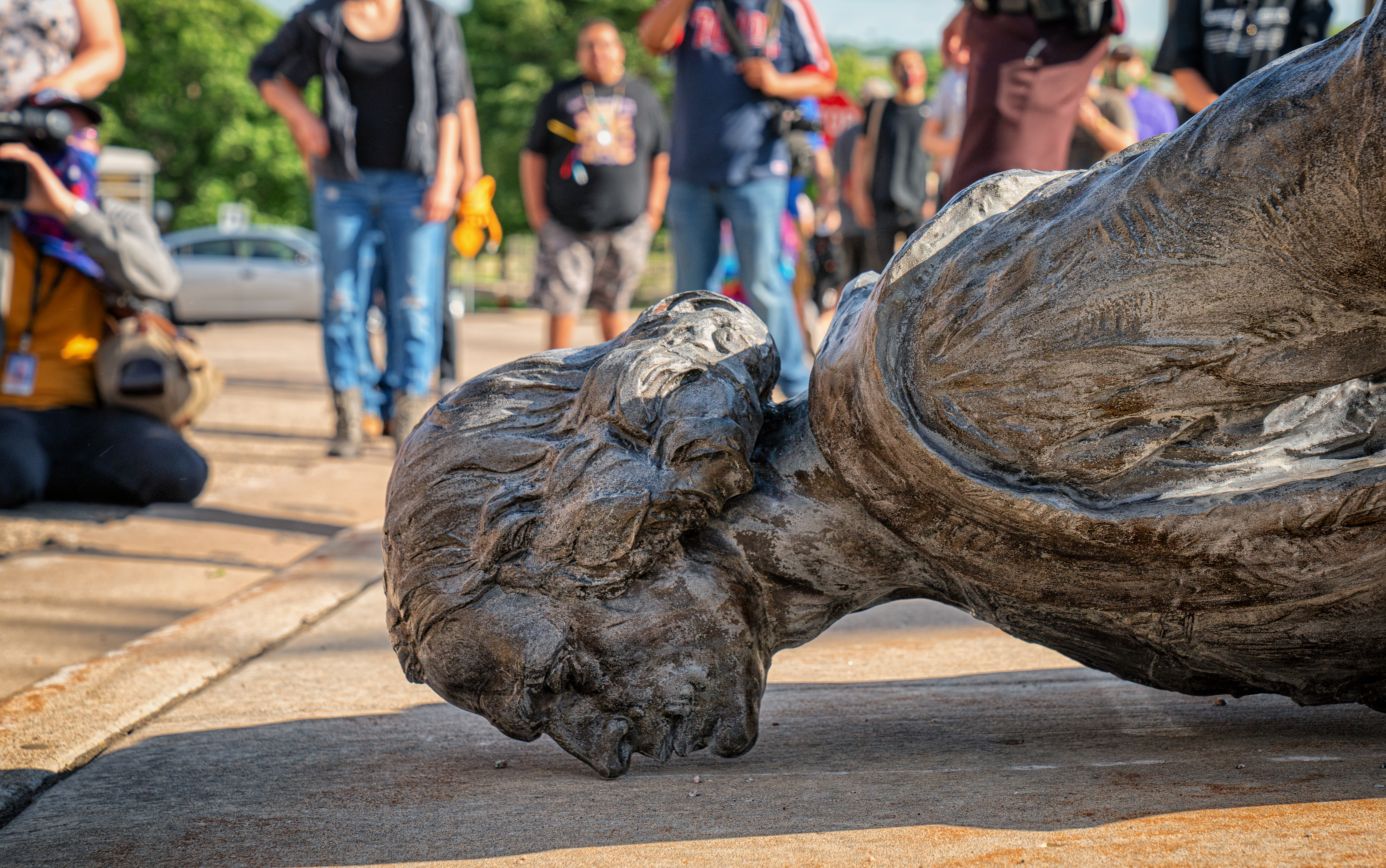
Statua di Cristoforo Colombo vandalizzata durante le proteste per la morte di George Floyd in America
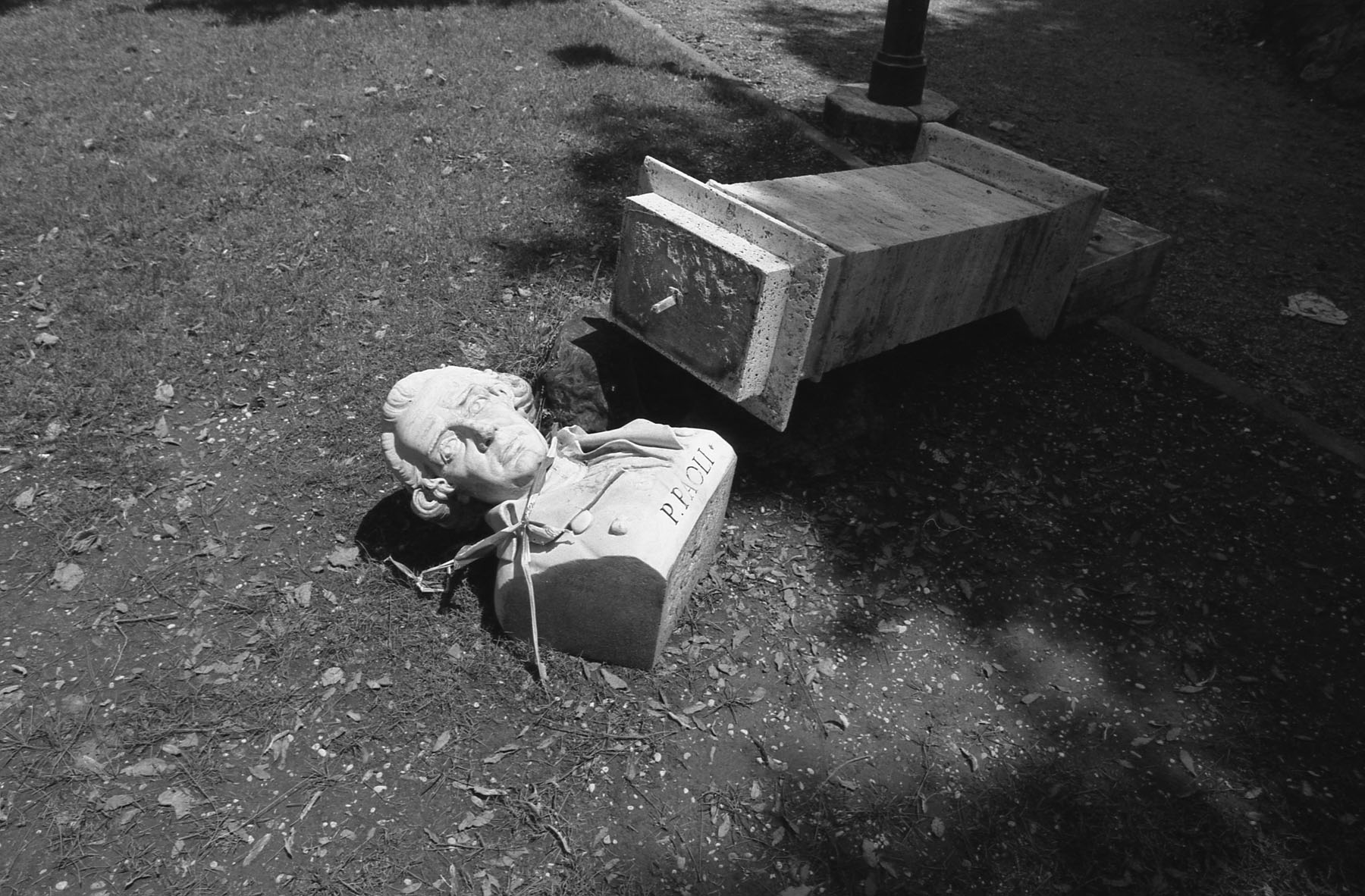
Busto al Pincio di Roma, abbattuto dai vandali nel 1984